# Lysandra parisienis
Lysandra parisienis är en fjärilsart som beskrevs av Gerhard 1853. Lysandra parisienis ingår i släktet Lysandra och familjen juvelvingar. Inga underarter finns listade i Catalogue of Life.